# Ravindra Prabhat
Ravindra Prabhat, indijski pisatelj, * 5. april 1969, Sitamarhi, Bihar, Indija.

## Dela
- Prabhat, Ravindra (1991). HAMSAFAR. ahitya Sarita Publication.
- Prabhat, Ravindra (1999). Mat Rona Ramjani Chacha. Kavya Sangam Publications.
- Prabhat, Ravindra (2002). Smriti Shesh. Kathyaroop Publications.
- Prabhat, Ravindra (2011). Taki Bacha Rahe Loktantra,Novel. Hind Yugm Publication. ISBN 8191038587, ISBN 9788191038583. {{navedi knjigo}}: Preveri vrednost |isbn=: neveljaven znak (pomoč)
- Prabhat, Ravindra (2012). Prem Na Hat Bikay Novel. Hind Yugm. ISBN 9381394105,ISBN 9789381394106. {{navedi knjigo}}: Preveri vrednost |isbn=: neveljaven znak (pomoč)
- Prabhat, Ravindra (2011). History of Hindi Bloging. Hindi Sahitya Niketan. ISBN 978-93-80916-14-9.(Kritični spisi, 2011)
- Prabhat, Ravindra (1995). contemporary Nepali literature. urviza pablication.(kritični spisi, eseji in intervjuji, 1995)
- Prabhat, Ravindra (2011). Hindi Blogging: Expression of new revolution. Hindi Sahitya Niketan. ,ISBN 978-93-80916-05-7.(eseji in kritičnih spisov, 2012)